# Фюрстенберг, Гиллель
Гиллель (Гарри) Фюрстенберг (род. 29 сентября 1935, Берлин) — американо-израильский математик. Лауреат Абелевской премии и Премии Вольфа по математике. Член Национальной академии наук США (с 1989).

## Биография
Родился в Германии, откуда его семья бежала в 1939 году, вскоре после Хрустальной ночи. Незадолго до начала Второй Мировой войны они поселились в Нью-Йорке. Посещал Талмудическую академию Марша Стерн, а затем Йешива-университет. В 1955 году, в возрасте двадцати лет, стал обладателем научных степеней. Ещё до выпуска, в 1953—1955 году, опубликовал две работы по математике. Обе появились на страницах «American Mathematical Monthly». В работе «On the infinitude of primes» (1955) содержится топологическое доказательство знаменитой теоремы Евклида о бесконечном количестве простых чисел.
Получил докторскую степень в Принстонском университете под руководством Саломона Бохнера. В 1958 году получил PhD. В 1959—1960 годах работал в Массачусетском технологическом институте. С 1961 года профессор-ассистент в Университете Миннесоты. В 1965 году переехал в Израиль и до 2003 года работал в Еврейском университете в Иерусалима (Институт математики имени Эйнштейна). Был членом Комитета советников Университета Бен-Гуриона в Негеве. В 2003 году оба этих ВУЗа провели в честь выхода учёного на пенсию четырёхдневную конференцию Furstenfest 2003 с чтением лекций.

## Личная жизнь
В 1958 году Фюрстенберг женился на Рошель (в девичестве Коген), журналистке и литературном критике. У них родились пятеро детей и появились шестнадцать внуков.

## Награды
- 1977 — Премия Ротшильда по математике[9]
- 1993 — Премия Израиля[10]
- 1993 — Премия Харви от Техниона[11]
- 2006/7 — Премия Вольфа по математике[12]
- 2006 — Прочел лекции Paul Turán Memorial[13]
- 2020 — Абелевская премия (совместно с Грегори Маргулисом)[14]